# Ferrocarril Domingo Faustino Sarmiento
O Ferrocarril Domingo Faustino Sarmiento (FCDFS), de bitola 1,676m , é uma das seis ferrovias que compõe a rede ferroviária argentina. Foi batizada Domingo Faustino Sarmiento em homenagem ao escritor, professor e presidente da Argentina.
Parte da estação Once de Septiembre, no centro de Buenos Aires e se dirige ao oeste do país atravessando as províncias de Buenos Aires, La Pampa, Córdoba, San Luis e a Mendoza.

## História
Foi criada em 13 de fevereiro de 1947 após o governo argentino nacionalizar o Ferrocarril Oeste de Buenos Aires (FCO) , sendo administrada pela recém criada Empresa de Ferrocarriles del Estado Argentino (EFEA), logo rebatizada Ferrocarriles Argentinos.
Em suas linhas corriam trens de passageiros urbanos (na área metropolitana de Buenos Aires), interurbanos entrea capital e localidades isoladas e de longa distância, ligando as cinco províncias atravessadas por essa ferrovia. Os trens de carga em sua maioria transportavam a produção agropecuária da região oeste da Argentina.
Com o fim dos Ferrocarriles Argentinos em meados da década de 1990, muitos serviços ferroviários foram cancelados e boa parte das linhas foi desativada. Parte dos ramais de carga foram concedidos a empresa América Latina Logística enquanto outros foram arrendados ao Ferroexpreso Pampeano.
Parte do serviço de passageiros interurbano é operado pela estatal Ferrobaires.
Os serviços de trens metropolitanos foram cedidos temporariamente a estatal FEMESA que concedeu sua exploração comercial em 1994 a empresa Trenes de Buenos Aires (TBA),empresa que também operou o serviço metropolitano no Ferrocarril General Bartolomé Mitre, e que está envolvida em controversias pela qualidade do serviço prestado. O Ferrocarril Sarmiento é o que mais transporta passageiros na região de Buenos Aires, perdendo apenas para o Ferrocarril General Roca. 
Por conta do acidente ferroviário de Once, a empresa Trenes de Buenos Aires teve sua concessão revogada pelo governo argentino (através do decreto 793/12) sendo que as linhas Mitre e Sarimento seriam repassadas para a UGOFE. Além disso, a Trenes de Buenos Aires se retirou do consórcio UGOFE. 

## Serviço Metropolitano

### Once-Moreno
Essa é uma das linhas que mais transporta passageiros. Com 300 viagens durante os dia úteis, 106 aos sábados e 72 aos domingos e feriados. O serviço conta com trens expressos desde Once passando pelas estações Flores, Liniers, Morón e parador (que percorre todas as estações). Além disso conta com serviços locais desde a estação Castelar até Once.
Suas estações são:
- Once
- Caballito
- Flores
- Floresta
- Villa Luro
- Liniers
- Ciudadela
- Ramos Mejía
- Haedo
- Morón
- Castelar
- Ituzaingó
- San Antonio de Padua
- Merlo
- Paso del Rey
- Moreno

### Moreno-Mercedes
São efetuados 28 viagens diárias entre as cidades de Moreno, Luján e Mercedes.
Estações:
- Moreno
- La Reja
- Francisco Álvarez
- Ingeniero Pablo Marín
- Las Malvinas
- General Rodríguez
- La Fraternidad
- Lezica y Torrezuri
- Universidad de Luján
- Luján
- Jáuregui
- Olivera
- Gowland
- Mercedes

### Merlo-Lobos
Estações:
- Merlo
- Km. 34,5
- Agustín Ferrari
- Mariano Acosta
- Marcos Paz
- Zamudio
- General Hornos
- General Las Heras
- Speratti
- Zapiola
- Empalme Lobos
- Lobos

## Serviço Interurbano

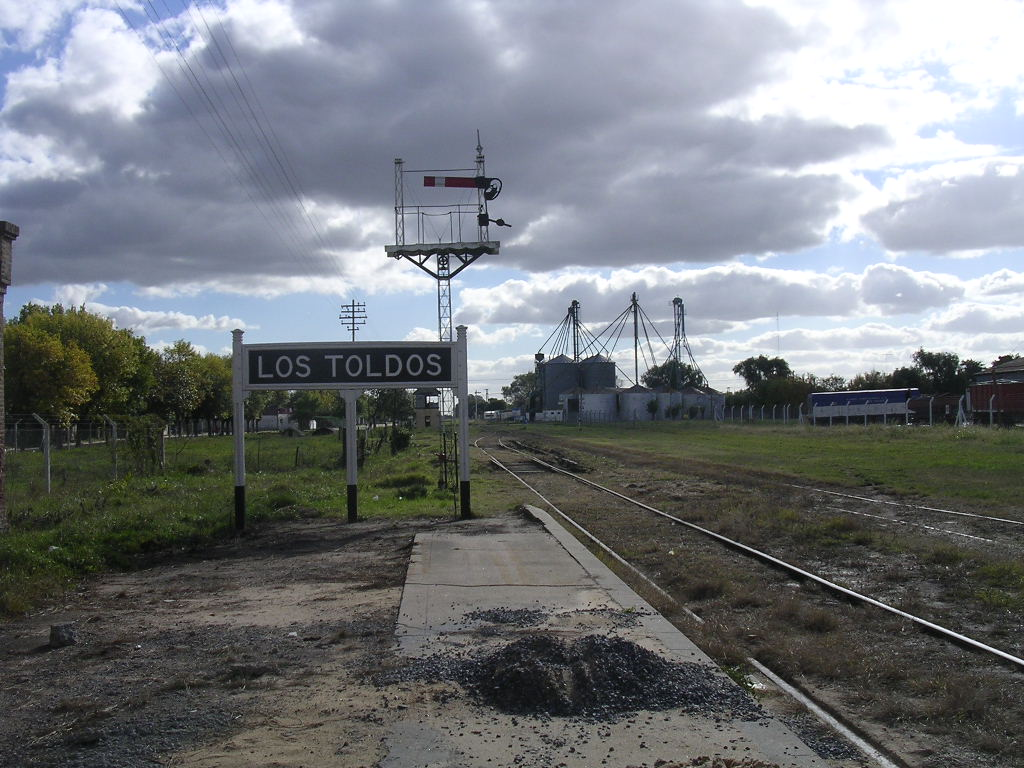
Estação Los Toldos em Los Toldos utilizada pelo serviço interurbano de Ferrobaires.

Existen serviços interurbanos operados pela empresa estatal Ferrobaires correndo
. .

### Once-Bragado/Casares/Pehuajó
Dois serviços de tren diário (ida e volta) tracionados por locmotivas diesel desde a estação Once até a cidade de Bragado.
Quatro trens semanais partem da estação Once até as cidades de Carlos Casares e Pehuajó.
Estações:
- Once
- Haedo
- Luján
- Mercedes
- García
- Suipacha
- Gorostiaga
- Chivilcoy
- Benítez
- Mechita
- Bragado
- Olascoaga
- Dennehy
- 9 de Julio
- Carlos Casares
- San Bernardo
- Pehuajó

### Once-Bragado/Lincoln
Dois trens semanais partem da estação Once até a cidade de Lincoln.
- Once
- Haedo
- Luján
- Mercedes
- García
- Suipacha
- Gorostiaga
- Chivilcoy
- Benítez
- Mechita
- Bragado
- Fernandez
- San Emilio
- Los Toldos
- Delfina
- Bayauca
- Lincoln

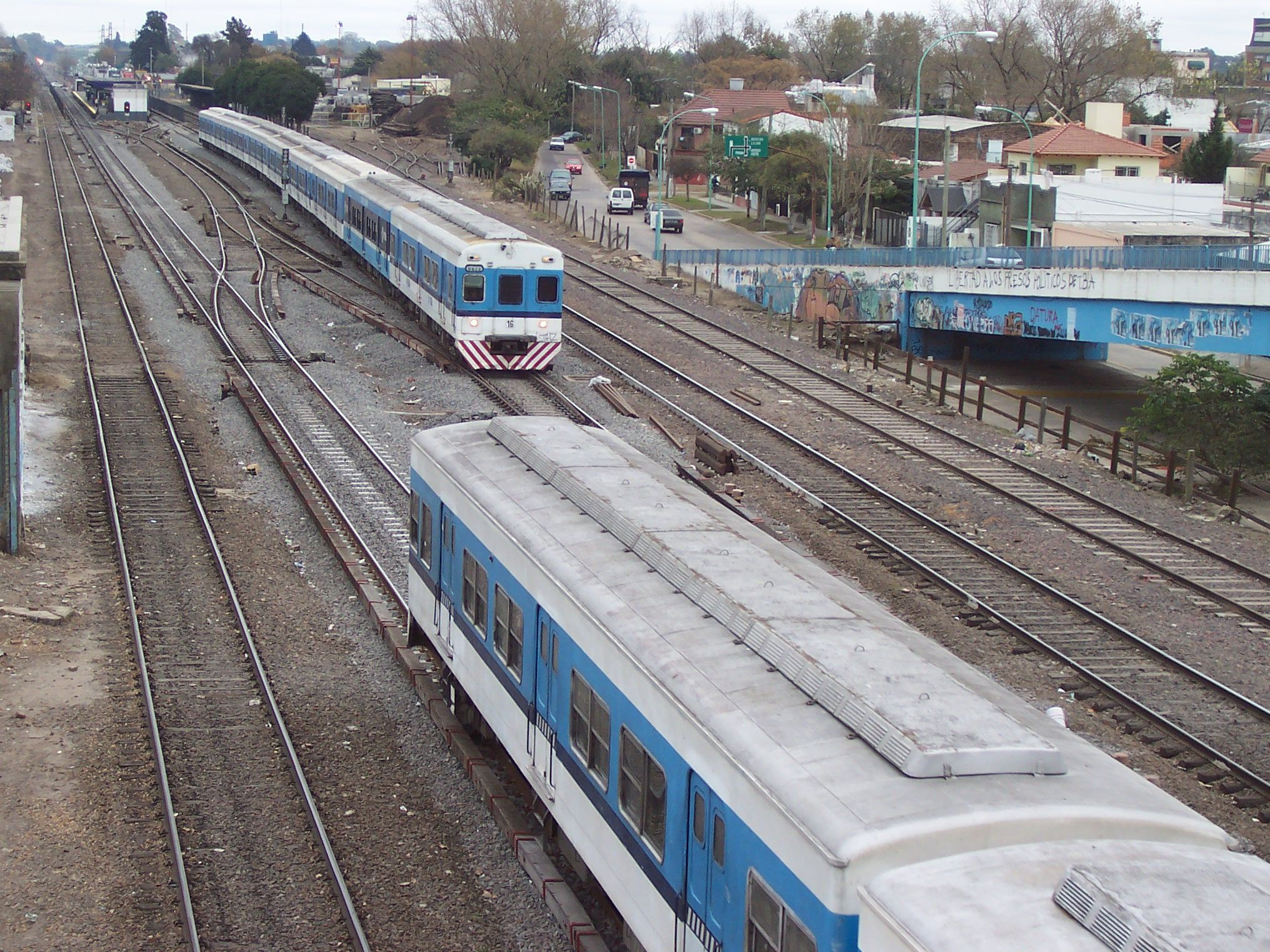
Pátio da estação Merlo.
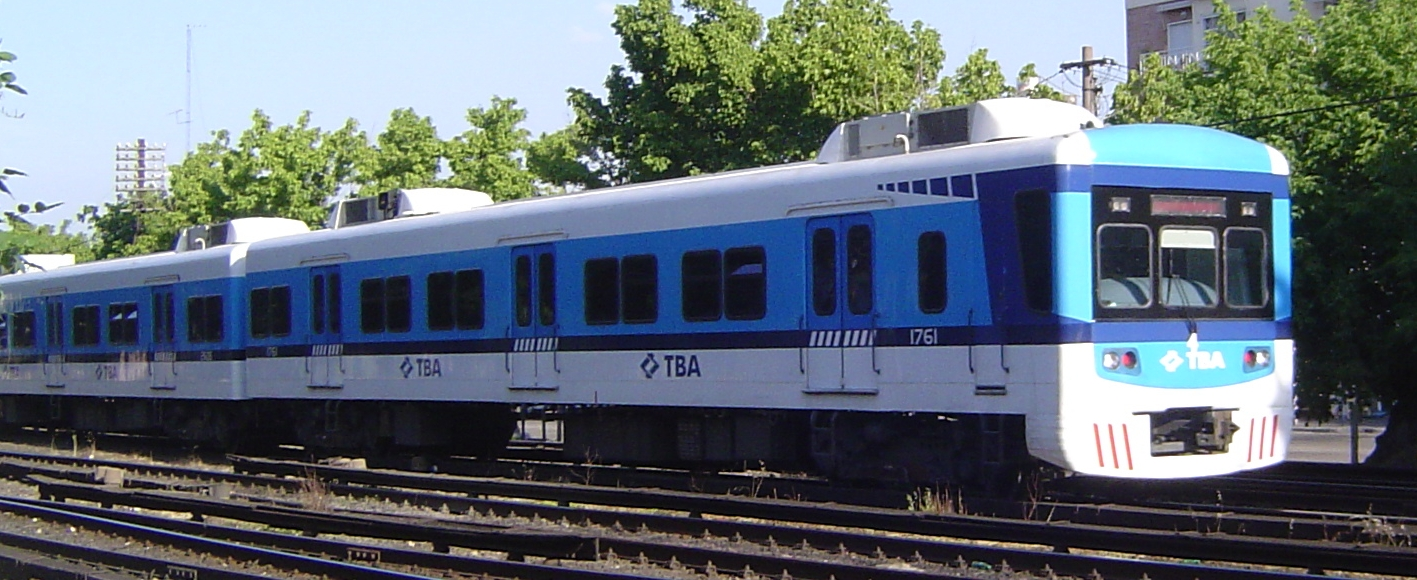
Trem unidade elétrico Toshiba em dezembro de 2007.
Composição chegando a estação Once.Composição chegando a estação Once.
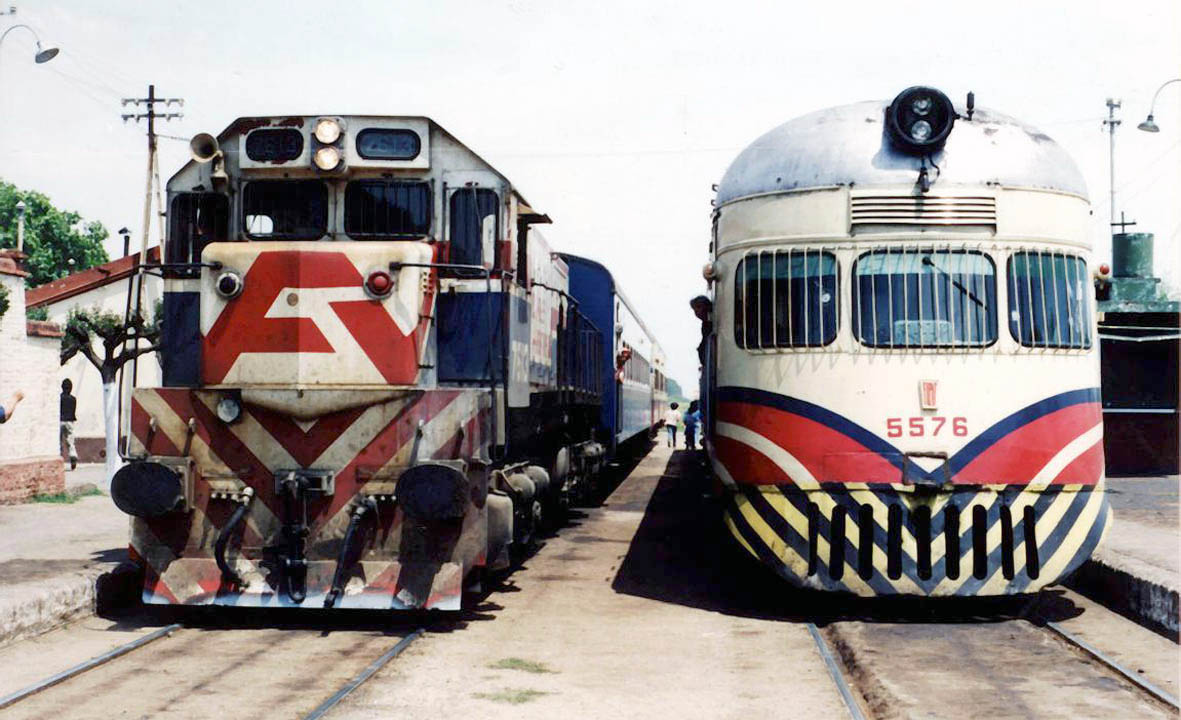
Cruzamento de trens em Marcos Paz durante a administração dos Ferrocarriles Argentinos.